# Steinberg (Gedern)
Steinberg ist ein Stadtteil von Gedern im hessischen Wetteraukreis.

## Geographische Lage
Steinberg liegt im südwestlichen Vogelsberg zwischen dem Büdinger Wald und dem Oberwald beiderseits des Spießbachs, einem linken östlichen Zufluss der Nidder kurz unterhalb der Ortslage.
Die Gemarkungsfläche wird für 1961 mit 274 Hektar angegeben, davon 54 Hektar Wald und ist damit ausgesprochen klein. Die Gemarkung liegt kompakt zwischen den Nachbarorten Glashütten im Nordwesten, Hirzenhain im Südwesten und Merkenfritz im Süden. Die Kernstadt Gedern liegt nordöstlich und ist rund drei Kilometer entfernt.
Die Gemarkung von Steinberg liegt in den Tälern von Nidder und Spießbach und wird von der Kammlinie der Höhenzüge begrenzt, die diese Täler begleiten. Der höchste Punkt der Gemarkung liegt in der bewaldeten Ostecke in rund 341 Meter Höhe auf dem südwestlichen Ausläufer des 375 Meter hohen Wolfshains.

## Geschichte

### Ortsgeschichte
Steinberg verdankt seine Entstehung dem hier gefundenen Brauneisenerz, das schon in früher Zeit gefördert und in kleinen Betrieben, den sogenannten Waldschmieden, verhüttet wurde. Die Grafen zu Stolberg, die im Harz begütert waren, siedelten hier ab 1555 Bergleute aus ihren Besitzungen an. Der Ortsname wird vom Eisenerz = Stein abgeleitet. Die älteste erhaltene Erwähnung des Ortes stammt aus der Zeit zwischen 1585 und 1602. Das Erz wurde für die um 1555 neu eröffnete Eisenhütte in Hirzenhain abgebaut.
Das Dorf gehörte zum Amt Ortenberg, einem Kondominat, das von drei Landesherren aus dem Kreis der Mitglieder des Wetterauer Grafenvereins gebildet wurde. 1706 kam es zu einer Realteilung des Kondominats, wobei das Steinberg der Grafschaft Stolberg-Roßla und deren neu formierten, stolbergischen „Amt Ortenberg“ zugeschlagen wurde. Steinberg gehörte zu den Orten, in denen das Solmser Landrecht von 1571 gewohnheitsrechtlich, aber nur teilweise, rezipiert wurde. Das galt insbesondere für die Bereiche Vormundschaftsrecht, Erbleihe und eheliches Güterrecht. Im Übrigen galt das Gemeine Recht. Erst das Bürgerliche Gesetzbuch, das einheitlich im ganzen Deutschen Reich galt, setzte zum 1. Januar 1900 das alte Partikularrecht außer Kraft.
1806 fiel die Grafschaft Stolberg – und damit auch Steinberg – an das Großherzogtum Hessen, ab 1918: Volksstaat Hessen. 
Hessische Gebietsreform (1970–1977)
Im Zuge der Gebietsreform in Hessen wurde die bis dahin Selbständige Gemeinde Steinberg zum 1. Juli 1971 auf freiwilliger Basis als Stadtteil in der Stadt Gedern eingemeindet.
Für Steinberg, wie für alle nach Gedern eingegliederten ehemaligen Gemeinden sowie für die Kernstadt, wurde je ein Ortsbezirk gebildet.

### Verwaltungsgeschichte im Überblick
Die folgende Liste zeigt die Staaten und Verwaltungseinheiten, denen Steinberg angehört(e):
- vor 1601: Heiliges Römisches Reich, Amt Ortenberg (Kondominat des Wetterauer Grafenvereins)
- ab 1601: Heiliges Römisches Reich, Grafschaft Stolberg-Wernigerode, Amt Ortenberg
- ab 1645: Heiliges Römisches Reich, Grafschaft Stolberg-Stolberg, Amt Ortenberg
- ab 1706: Heiliges Römisches Reich, Grafschaft Stolberg-Roßla, Amt Ortenberg[10]
- ab 1806: Großherzogtum Hessen (Souveränitätslande),[Anm. 2]. Fürstentum Oberhessen, Amt Ortenberg (zur Standesherrschaft Stolberg gehörig)
- ab 1815: Großherzogtum Hessen (Souveränitätslande), Provinz Oberhessen, Amt Ortenberg[11]  (zur Standesherrschaft Stolberg gehörig)
- ab 1821: Großherzogtum Hessen, Provinz Oberhessen, Landratsbezirk Nidda[12][Anm. 3]
- ab 1832: Großherzogtum Hessen, Provinz Oberhessen, Kreis Nidda
- ab 1848: Großherzogtum Hessen, Regierungsbezirk Nidda
- ab 1852: Großherzogtum Hessen, Provinz Oberhessen, Kreis Nidda
- ab 1867: Norddeutscher Bund,[Anm. 4]  Großherzogtum Hessen, Provinz Oberhessen, Kreis Nidda
- ab 1871: Deutsches Reich, Großherzogtum Hessen, Provinz Oberhessen, Kreis Nidda
- ab 1874: Deutsches Reich, Großherzogtum Hessen, Provinz Oberhessen, Kreis Schotten
- ab 1918: Deutsches Reich (Weimarer Republik), Volksstaat Hessen, Provinz Oberhessen, Landkreis Schotten
- ab 1938: Deutsches Reich, Volksstaat Hessen, Landkreis Büdingen[13][Anm. 5]
- ab 1945: Amerikanische Besatzungszone, Groß-Hessen,[Anm. 6] Regierungsbezirk Darmstadt, Landkreis Büdingen
- ab 1946: Amerikanische Besatzungszone, Land Hessen, Regierungsbezirk Darmstadt, Landkreis Büdingen
- ab 1949: Bundesrepublik Deutschland, Land Hessen, Regierungsbezirk Darmstadt, Landkreis Büdingen
- ab 1971: Bundesrepublik Deutschland, Land Hessen, Regierungsbezirk Darmstadt, Landkreis Büdingen, Stadt Gedern
- ab 1972: Bundesrepublik Deutschland, Land Hessen, Regierungsbezirk Darmstadt, Wetteraukreis, Stadt Gedern

## Bevölkerung
Einwohnerstruktur 2011
Nach den Erhebungen des Zensus 2011 lebten am Stichtag dem 9. Mai 2011 in Steinberg 483 Einwohner. Darunter waren 12 (2,5 %) Ausländer.
Nach dem Lebensalter waren 90 Einwohner unter 18 Jahren, 192 zwischen 18 und 49, 105 zwischen 50 und 64 und 99 Einwohner waren älter.
Die Einwohner lebten in 183 Haushalten. Davon waren 72 Singlehaushalte, 57 Paare ohne Kinder und 72 Paare mit Kindern, sowie 21 Alleinerziehende und 3 Wohngemeinschaften. In 33 Haushalten lebten ausschließlich Senioren und in 111 Haushaltungen lebten keine Senioren.
Einwohnerentwicklung'
Die Einwohnerzahl von Steinberg schwankte im 19. Jahrhundert zwischen 270 und 330. Zwischen 1840 und 1870 wanderten etwa 70 Personen wegen der großen Armut nach Amerika aus. Durch die Zuwanderung nach dem Zweiten Weltkrieg schnellte die Zahl im Jahr 1946 auf 548 Einwohner hoch und nahm dann wieder ab. 1961 wurden 408 Einwohner verzeichnet. Als Stadtteil von Gedern ist die Zahl im Jahr 2011 wieder auf 483 gestiegen.
| Steinberg: Einwohnerzahlen von 1834 bis 2022 | Steinberg: Einwohnerzahlen von 1834 bis 2022 | Steinberg: Einwohnerzahlen von 1834 bis 2022 | Steinberg: Einwohnerzahlen von 1834 bis 2022 | Steinberg: Einwohnerzahlen von 1834 bis 2022 |
| --- | -------------------------------------------- | -------------------------------------------- | -------------------------------------------- | -------------------------------------------- |
| Jahr |                                              |                                              |                                              | Einwohner                                    |
| 1834 | 1834                                         |                                              | 278                                          | 278                                          |
| 1840 | 1840                                         |                                              | 299                                          | 299                                          |
| 1846 | 1846                                         |                                              | 304                                          | 304                                          |
| 1852 | 1852                                         |                                              | 319                                          | 319                                          |
| 1858 | 1858                                         |                                              | 305                                          | 305                                          |
| 1864 | 1864                                         |                                              | 313                                          | 313                                          |
| 1871 | 1871                                         |                                              | 308                                          | 308                                          |
| 1875 | 1875                                         |                                              | 329                                          | 329                                          |
| 1885 | 1885                                         |                                              | 322                                          | 322                                          |
| 1895 | 1895                                         |                                              | 313                                          | 313                                          |
| 1905 | 1905                                         |                                              | 347                                          | 347                                          |
| 1910 | 1910                                         |                                              | 359                                          | 359                                          |
| 1925 | 1925                                         |                                              | 376                                          | 376                                          |
| 1939 | 1939                                         |                                              | 368                                          | 368                                          |
| 1946 | 1946                                         |                                              | 548                                          | 548                                          |
| 1950 | 1950                                         |                                              | 514                                          | 514                                          |
| 1956 | 1956                                         |                                              | 449                                          | 449                                          |
| 1961 | 1961                                         |                                              | 408                                          | 408                                          |
| 1967 | 1967                                         |                                              | 437                                          | 437                                          |
| 1970 | 1970                                         |                                              | 433                                          | 433                                          |
| 1980 | 1980                                         |                                              | ?                                            | ?                                            |
| 1990 | 1990                                         |                                              | ?                                            | ?                                            |
| 2000 | 2000                                         |                                              | ?                                            | ?                                            |
| 2011 | 2011                                         |                                              | 483                                          | 483                                          |
| 2022 | 2022                                         |                                              | 461                                          | 461                                          |
| Datenquelle: Historisches Gemeindeverzeichnis für Hessen: Die Bevölkerung der Gemeinden 1834 bis 1967. Wiesbaden: Hessisches Statistisches Landesamt, 1968. Weitere Quellen: ; Zensus 2011 |                                              |                                              |                                              |                                              |

Historische Religionszugehörigkeit
| • 1961: | 376 evangelische (= 92,16 %), 19 katholische (= 4,66 %) Einwohner |

## Politik
Für Steinberg besteht ein Ortsbezirk (Gebiete der ehemaligen Gemeinde Steinberg) mit Ortsbeirat und Ortsvorsteher nach der Hessischen Gemeindeordnung.
Der Ortsbeirat besteht aus sieben Mitgliedern. 
Bei den Kommunalwahlen in Hessen 2021 gehörten alle Kandidaten der „Bürgerliste Steinberg“ an. Der Ortsbeirat wählte Lothar Langlitz zum Ortsvorsteher.

## Sehenswürdigkeiten

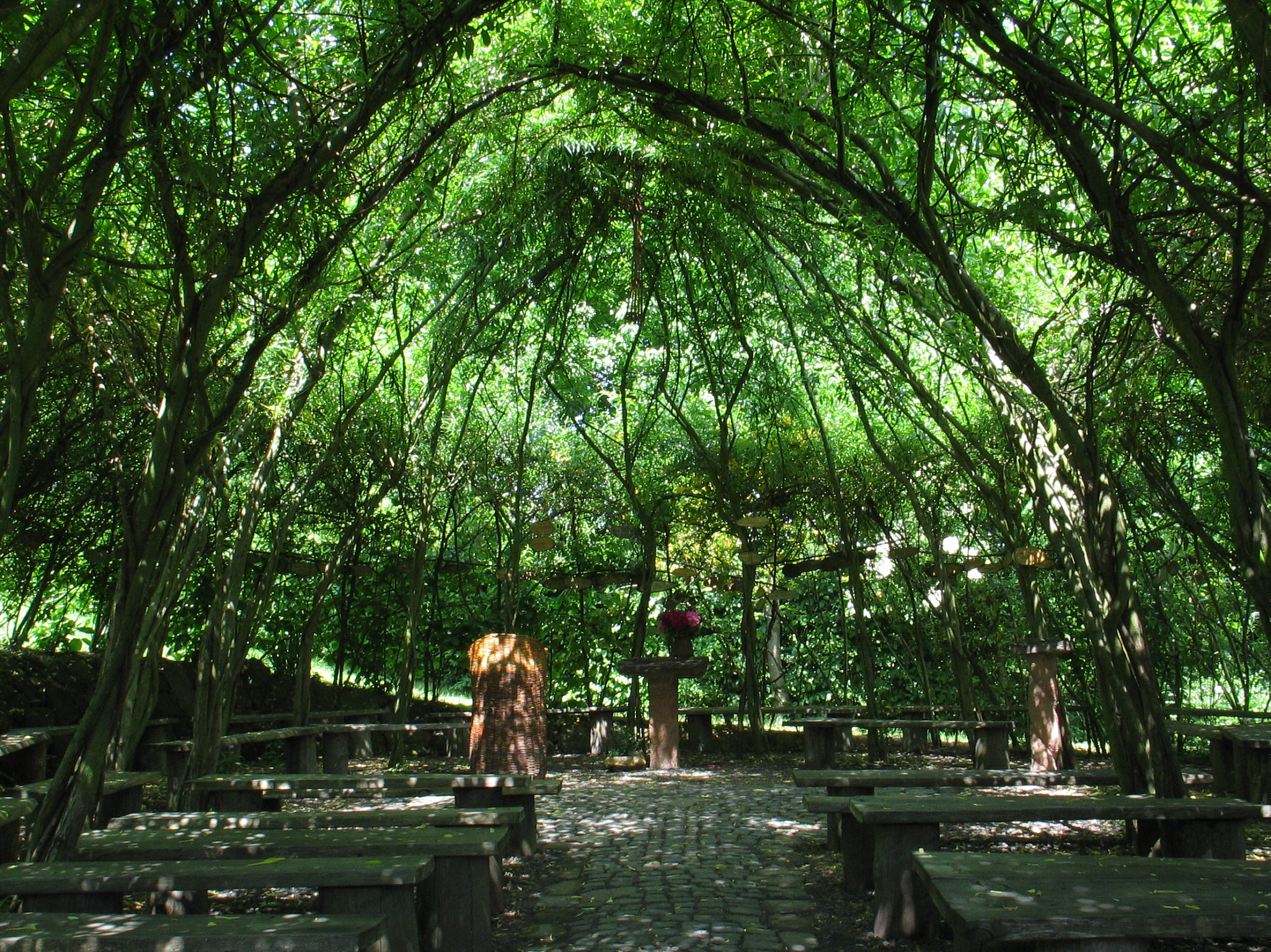
Weidenkirche in Steinberg, Juni 2008

Am Ortsrand von Steinberg überspannt die historische „Eselsbrücke“ die Nidder. Es handelt sich um eine steinerne Gewölbebrücke ohne Geländer. Nach mündlichen Überlieferungen konnten hier früher schwerbeladene Esel den Fluss auf dem Weg zur Igelhäuser Mühle überqueren.
Eine weitere Sehenswürdigkeit ist die Weidenkirche am Ortsrand. Sie entstand 2003 nach der Idee des Naturkünstlers Thomas Hofmann und auf Initiative der Evangelischen Kirchengemeinde Hirzenhain, zu der auch Steinberg gehört. Es wurden Weiden gepflanzt, die nach oben zur Kuppel, sowie nach rechts und links zum Bogengang verflochten wurden. Als Mittelgang wurde ein Pflasterweg mit Mosaiken geschaffen und es wurden ein Altar und ein Taufstein gesetzt. Die Weidenkirche soll zuwachsen und Schutz vor Sonne und Regen bieten.

## Verkehr
Durch Steinberg verläuft die Landesstraße L 3185 als Glashütter Straße und Merkenfritzer Weg. In Merkenfritz mündet sie in die Bundesstraße 275 ein und verbindet so den Stadtteil mit der Kernstadt Gedern.